# Elytrimitatrix geniculata
Elytrimitatrix geniculata är en skalbaggsart som först beskrevs av Bates 1872. Elytrimitatrix geniculata ingår i släktet Elytrimitatrix och familjen långhorningar.
Artens utbredningsområde är:
- Costa Rica.
- Guatemala.
- Honduras.
- Nicaragua.
- Panama.

Inga underarter finns listade i Catalogue of Life.